# ORANGE TIME
『ORANGE TIME』（オレンジ タイム）は、2015年4月よりラジオ福島で夕方に放送されている生放送のラジオ番組である。2017年4月から2021年10月までは週末も「ORANGE TIME サタデー」「ORANGE TIME サンデー」の番組名で放送されていた。

## 放送時間
放送終了時刻は、エキサイティングゲームRFCナイター（野球中継）放送時や、次番組の開始時間によって多少前後する。
- 現在（2025年3月以降）
  - 平日 16時20分 - 18時45分

- 過去
  - 放送開始 - 2016年3月31日：平日16時0分 - 19時00分
  - 2016年4月1日 - 2025年3月28日：平日16時20分 - 18時45分
  - 2017年4月 - 2021年9月:土曜・日曜 16時25分 - 18時00分 [3][4][5]

2021年9月をもって土日版が終了。枠自体は廃枠となったが引き続き生放送パートは『インフォメーション』として残された他、内包番組・コーナーが一部を除き単独番組として放送される。

## 出演者

### パーソナリティ
| 期間           | 期間           | 月曜       | 火曜       | 水曜       | 木曜       | 金曜       | 土曜       | 日曜       |
| -------------- | -------------- | ---------- | ---------- | ---------- | ---------- | ---------- | ---------- | ---------- |
| 放送開始       | 2016年09月30日 | 海藤尚美   | 手塚伸一   | 手塚伸一   | 石田久子   | 石田久子   | （別番組） | （別番組） |
| 2016年10月03日 | 2017年03月31日 | 海藤尚美   | 海藤尚美   | 山地美紗子 | 菅原美智子 | 石田久子   | （別番組） | （別番組） |
| 2017年04月01日 | 2018年09月30日 | 海藤尚美   | 菅原美智子 | 山地美紗子 | 菅原美智子 | 石田久子   | 石田久子   | 森本庸平   |
| 2018年10月01日 | 2019年03月31日 | 海藤尚美   | 菅原美智子 | 菅原美智子 | 石田久子   | 山地美紗子 | 石田久子   | 森本庸平   |
| 2019年04月01日 | 2020年02月23日 | 菅原美智子 | 菅原美智子 | 海藤尚美   | 海藤尚美   | 石田久子   | 石田久子   | 森本庸平   |
| 2020年02月24日 | 2020年03月29日 | 菅原美智子 | 菅原美智子 | 海藤尚美   | 海藤尚美   | 石田久子   | 石田久子   | 嘉数夕稀子 |
| 2020年03月30日 | 2021年03月28日 | 菅原美智子 | 菅原美智子 | 海藤尚美   | 海藤尚美   | 山地美紗子 | 石田久子   | 嘉数夕稀子 |
| 2021年03月29日 | 2021年09月26日 | 菅原美智子 | [ 7 ]      | 菅原美智子 | [ 7 ]      | 山地美紗子 | 石田久子   | 嘉数夕稀子 |
| 2021年09月27日 | 2023年05月8日  | 菅原美智子 | 海藤尚美   | 菅原美智子 | 海藤尚美   | 山地美紗子 | （廃枠）   | （廃枠）   |
| 2023年05月9日  | 2023年09月29日 | [ 8 ]      | 海藤尚美   | [ 8 ]      | 海藤尚美   | 山地美紗子 | （廃枠）   | （廃枠）   |
| 2023年010月2日 | 2024年03月29日 | 海藤尚美   | 海藤尚美   | 森本庸平   | 海藤尚美   | 山地美紗子 | （廃枠）   | （廃枠）   |
| 2024年04月1日  | 現在           | 海藤尚美   | 海藤尚美   | 森本庸平   | 山地美紗子 | 山地美紗子 | （廃枠）   | （廃枠）   |

## 主なコーナー
2020年10月現在

### 平日
- ラジオ伝言板〜アニマル探偵局

リスナーから寄せられたペットの迷子情報・保護情報を伝える。以前は里親募集の情報も伝えていた。
- 安全運転ワンポイント
- お悔やみのお知らせ

スポンサーであるアルファクラブグループ(さがみ典礼)の葬儀場で行われる通夜・告別式の告知が流される。時間が余った場合や告知がない場合は「葬祭ワンポイント」が流される。
- 福島県からのお知らせ
- オレンジ広場
- ニュースデスクから

福島民報社のニュースデスクが今日一日のニュースを振り返る。
- 目指せ甲子園（6月〜7月）
- rfcニュース、天気予報、交通情報

平日版の交通情報は16:30(安全運転ワンポイントとセットで放送)・17:25・18:25は日本道路交通情報センターから、17:55は『プリンスイブニングスナップ』としてパーソナリティから直接伝えられる。
- rfc明日は何の日

### 過去のコーナー
- おばあちゃんのむかし話

### 週末（過去）
- ラジオ伝言板〜アニマル探偵局
- ちょっとブレイク

元参議院議員の荒井広幸が「マルチコーディネーター」の肩書で出演しているトーク番組。
- 浜通り応援ラジオ番組 明日へ（土曜）

放送内容は番組内でOAされた楽曲・CMを除きPodcast配信される。森本庸平が出演。
- ふるさとに響け! 古関メロディー故郷を訪ねて[11]（日曜）

深野健司が出演。
- ニュース、天気予報、交通情報（土曜のみ）
- rfc明日は何の日[12]

以上のコーナー、番組は2021年10月以降も単独番組として放送している。
- 週刊スポニチふくしま（日曜）

終了後はレディ・オンの『朝ゼミ・エフ』のコーナーで月2回放送される。
- ふくしまトピックス（日曜）

週末版は平日版と違い、基本的にリスナーからのメッセージは受け付けていなかった。また、週末版は事前収録のフロート番組が織り込まれるため、生放送部分は平日に比べ少なかった。

## 内包番組
2025年4月現在、以下の他局制作番組を内包している。
- 平日
  - あなたにハッピー・メロディ【ニッポン放送制作】
  - ニュース・パレード【文化放送制作】
  - 朗読のヒロバ【TBSラジオ制作　金曜のみ】
  - ネットワークTODAY、"ほっと"インフォメーション【TBSラジオ制作】
  - 身近なことからSDGs

## 派生番組
- 森海立話(もりかいたちばなし)
  - 厳密には派生番組ではないものの、出演者が共通しているため、ここで取り上げる。番組は日曜深夜24:00～24:05に放送される5分間の短編番組で、2023年10月に放送を開始した。月曜・火曜担当の海藤尚美と水曜担当の森本庸平が出演し、オープニングやエンディング、音楽を設けず、短い雑談を交わす構成となっている。2024年9月1日には「rfcラジオまつり」が四季の里で開催され、その一環として番組の公開収録が行われた。この模様は同年9月8日と15日に放送された。なお、番組終了後はステーションブレイクを挟まず、そのままクロージング・放送休止へと移行する形式をとっている。